# Hotarele
Hotarele est une commune roumaine située dans le județ de Giurgiu.